# 810 до н. е.

## Події
Помер Ішпуїні, цар Урарту, наступним царем став Менуа. За його правління Урарту стала наймогутнішою державою Передньої Азії.
В Ассирії після смерті царя Шамші-Адада V на трон сів його малолітній син Адад-нірарі III, тому реальна влада належала матері нового правителя Шаммурамат, яка вважається прототипом легендарної цариці Семіраміди.

### Астрономічні явища
- 25 червня. Кільцеподібне сонячне затемнення.[1]
- 20 грудня. Повне сонячне затемнення.[1]

## Померли
- Ішпуїні, цар Урарту